# ألاستير ماكفيل
ألاستير ماكفيل (بالإنجليزية: Alastair McPhail) هو دبلوماسي بريطاني، ولد في 2 مارس 1961.